# Mathilde Planck

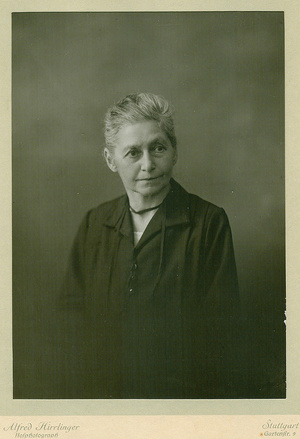
Mathilde Planck (Foto von Alfred Hirrlinger, Stuttgart)

Johanna Friederike Mathilde Planck (* 29. November 1861 in Ulm; † 31. Juli 1955 in Gochsen) war Lehrerin und eine der ersten weiblichen Abgeordneten im Landtag von Württemberg (DDP). Sie wird zu den wichtigsten Frauen der bürgerlichen Frauen- und Friedensbewegung in Südwestdeutschland gerechnet.

## Leben
Mathilde Planck wurde als viertes Kind des Professors und Gymnasiallehrers Karl Christian Planck (1819–1880) und seiner Frau Auguste geb. Wagner (1834–1925) in Ulm geboren. Nach einigen Jahren der Mithilfe im elterlichen Haushalt absolvierte sie 1884 bis 1886 eine Ausbildung zur Lehrerin am Lehrerinneninstitut des Fräuleins von Prieser in Stuttgart. 1886 machte sie ihr Lehrerinnenexamen in den Fächern Englisch, Deutsch und Mathematik und unterrichtete anschließend bis 1899 an einer Privatschule in Stuttgart. Von 1906 bis 1916 war Mathilde Planck Vorsitzende des Württembergischen Lehrerinnenvereins, ebenfalls seit 1906 zugleich Vorsitzende des Verbands württembergischer Frauenvereine. Seit Anfang der 1900er Jahre engagierte sich die Aktivistin der Frauenbewegung als Redakteurin der Zeitschrift „Die Frauenwacht“, von 1921 bis 1927 als Redakteurin der Frauenbeilage „Die Rosa Frau“ des Stuttgarter Neuen Tagblatts. Als Vorstandsmitglied der Deutschen Friedensgesellschaft unterstützte sie 1914 Frida Perlen bei der Gründung eines Frauenverbands der DFG.
Sie gehörte 1921 zu den Gründungsmitgliedern der ersten gemeinnützigen Bausparkasse Gemeinschaft der Freunde, die 1924 als GdF Wüstenrot firmierte. Bis 1936 war sie dort Vorstandsmitglied und Mitglied im Aufsichtsrat und blieb dem Gründer der Kasse Georg Kropp lebenslang verbunden. Eines der ersten modernen Altenheime errichtete Mathilde Planck 1930 in Ludwigsburg.

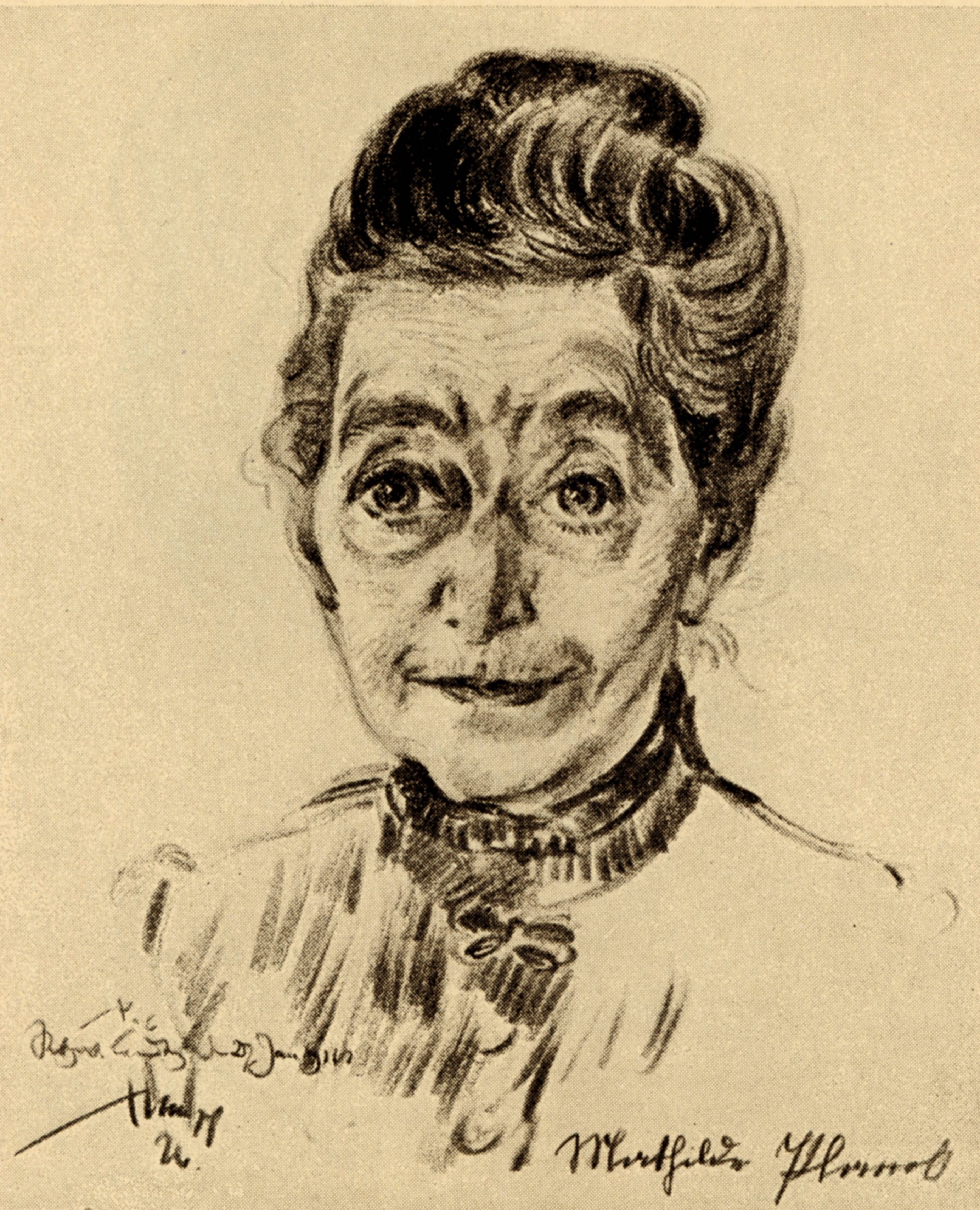
Mathilde Planck, Zeichnung von Emil Stumpp, 1926

Einen Teil ihrer Bibliothek gab sie 1945 an die Württembergische Landesbibliothek Stuttgart.

## Politik
Im Jahr 1918 gehörte Mathilde Planck zu den Gründungsmitgliedern der Deutschen Demokratischen Partei (DDP) in Württemberg und auf Reichsebene, 1918/1919 war sie Mitglied des provisorischen Reichs-Hauptvorstands und wurde 1919 als Vertreterin der DDP in die Verfassunggebende Landesversammlung Württembergs gewählt. Von 1919 bis 1920 und von 1925 bis 1930 war sie Mitglied des Reichs-Parteiausschusses. Von 1920 bis 1928 gehörte sie dem Landtag an.
Zwei Reichstags-Kandidaturen 1919 und 1920 führten nicht zum Erfolg.
Bei den Wahlen zum Deutschen Bundestag 1953 kandidierte Mathilde Planck für die Gesamtdeutsche Volkspartei im Wahlkreis Ludwigsburg. Mit 91 Jahren war sie dabei bundesweit die älteste Kandidatin.

## Auszeichnungen und Ehrungen
Als erste Frau erhielt Mathilde Planck 1951 das Bundesverdienstkreuz. Das Mathilde-Planck-Mentoringprogramm zur Förderung von Frauen in den Wissenschaften wurde nach ihr benannt.
Die Landkreise Ludwigsburg und Lörrach benannten ein Berufsschulzentrum nach Mathilde Planck (Mathilde-Planck-Schule). In Stuttgart-Stammheim ist im Neubaugebiet Langenäcker-Wiesert eine Straße nach ihr benannt.
In ihrer Geburtsstadt Ulm trägt ein Wagen der Straßenbahn Ulm ihren Namen. Im Mai 2018 bildete die Postkarte Mathilde Planck den Auftakt der 16-teiligen Postkarten-Serie Frauen bewegen Ulm, die vom Frauenbüro der Stadt Ulm herausgegeben wurde.

## Schriften
- Der Berufsstaat. Nach der Rechtslehre Karl Chr. Plancks. Diederichs, Jena 1918.
- Deutsche Zukunft. Ausgewählte politische Schriften, hg. v. Mathilde Planck. Drei Masken, München 1925.
- Das unsichtbare Reich. Mayer, Stuttgart 1946.
- Vom Sinn des Lebens. Hess, Ulm 1947.
- Karl Christian Planck. Frommanns, Stuttgart 1950.